# Palais Chiericati
Le palais Chiericati est une résidence urbaine de la Renaissance d'Andrea Palladio, située à Vicence, en Vénétie.
Les villas de Palladio en Vénétie, ainsi que le centre historique de la ville de Vicence ont été inscrits sur la liste du patrimoine mondial de l'UNESCO en 1994.

## Historique
Le palais a été conçu en 1550 par l'architecte Andrea Palladio pour le comte Girolamo Chiericati, qui désirait transposer pour ses propres besoins les innovations de style de la Basilique palladienne, confiée à l'architecte en 1549. La construction a débuté en 1551, mais a été interrompue par la mort du comte en 1557. Des travaux intérieurs ont été menés par le fils du comte. Le bâtiment est ainsi resté inachevé pendant presque un siècle.
Le palais a été terminé en 1680, probablement par l'architecte Carlo Borella (en). La famille Chiericati le vendit en 1839 à la ville de Vicence, qui souhaitait y présenter ses collections artistiques. Après une longue campagne de restauration, la Pinacothèque du palais Chiericati fut inaugurée en 1855.

## Architecture
On retrouve dans le palais de nombreux éléments architecturaux inspirés de l'Antiquité classique. La façade principale au rez-de-chaussée se compose de trois loggias, tandis que la section médiane du premier étage est fermée. Les colonnes inférieures sont doriques, alors que la partie supérieure est d'ordre ionique. La ligne de toit est ornée de statues, chacune juchée sur un piédestal. Les plafonds des loggias et les intérieurs sont richement décorés et ornés de peintures.

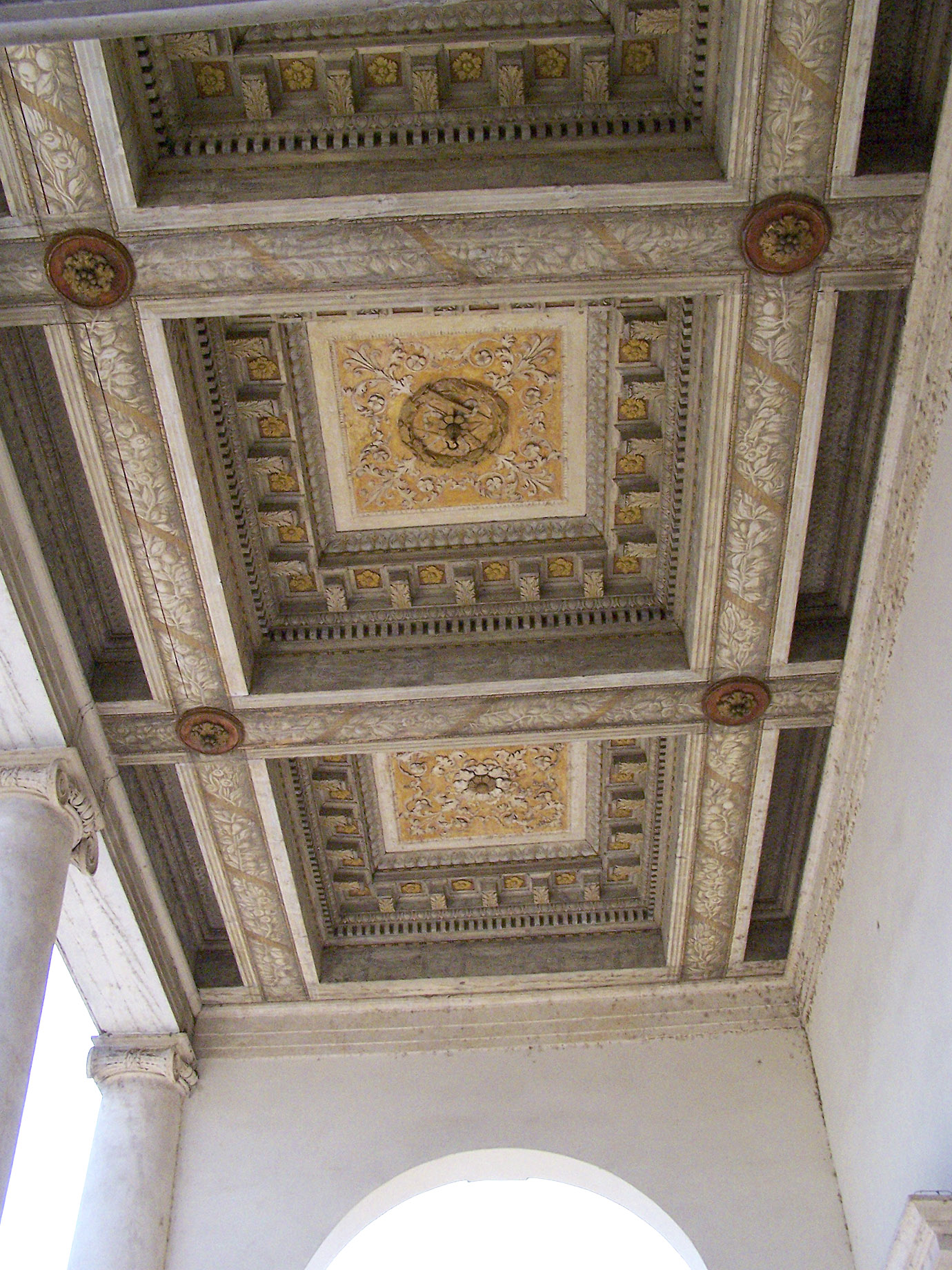
Poutres peintes à l'air libre loggia
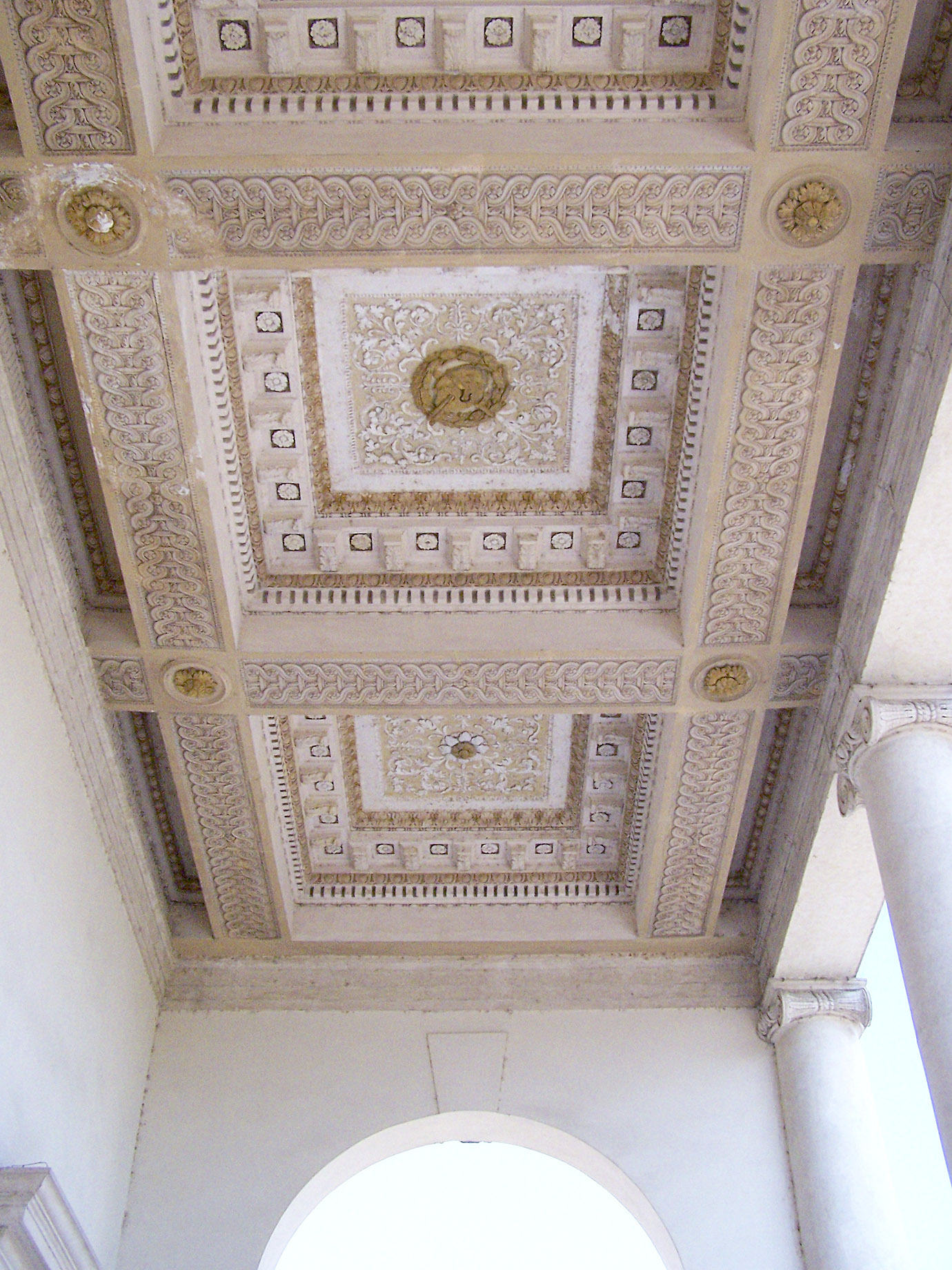
Plafond de l'autre côté de la façade
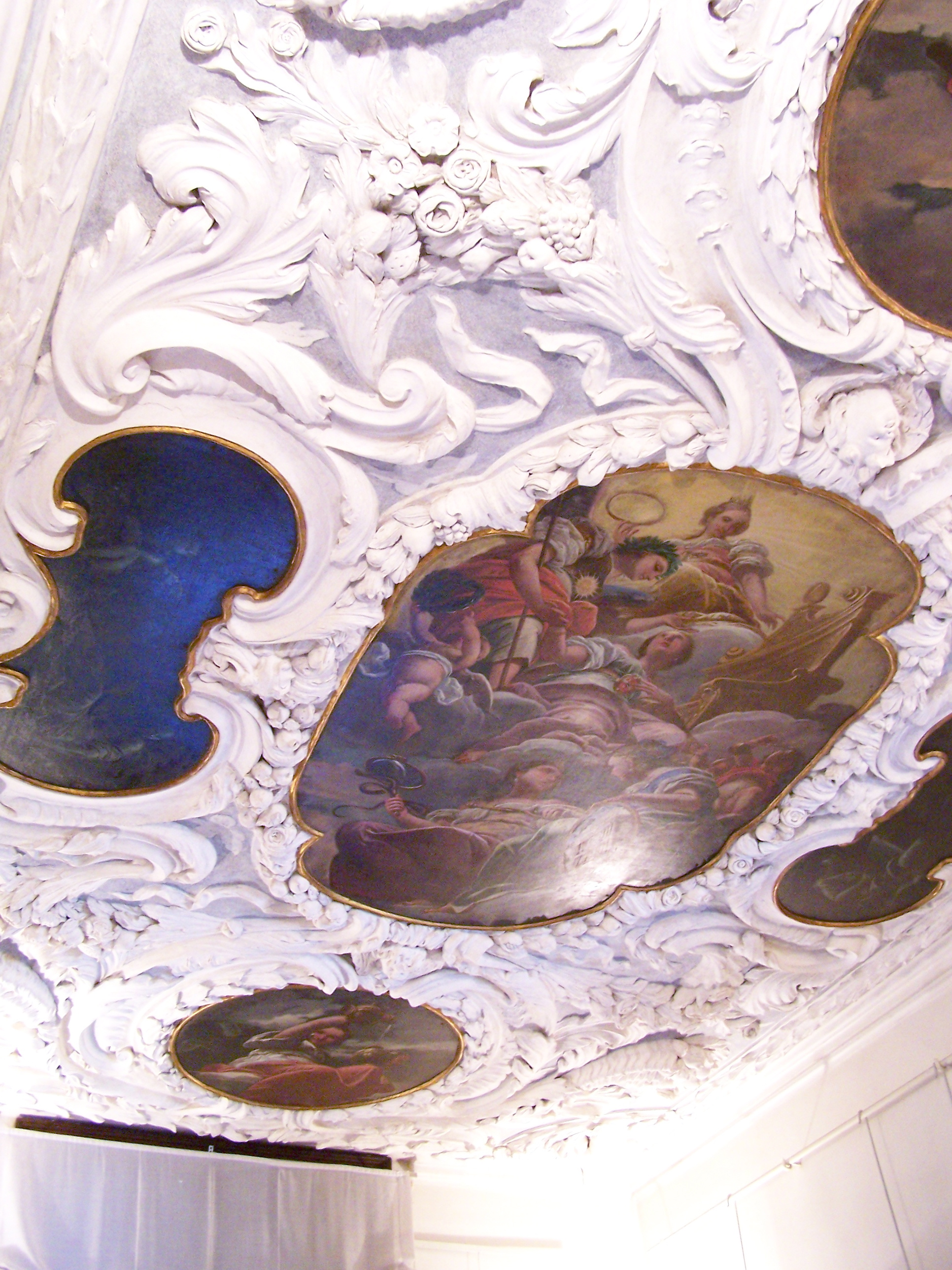
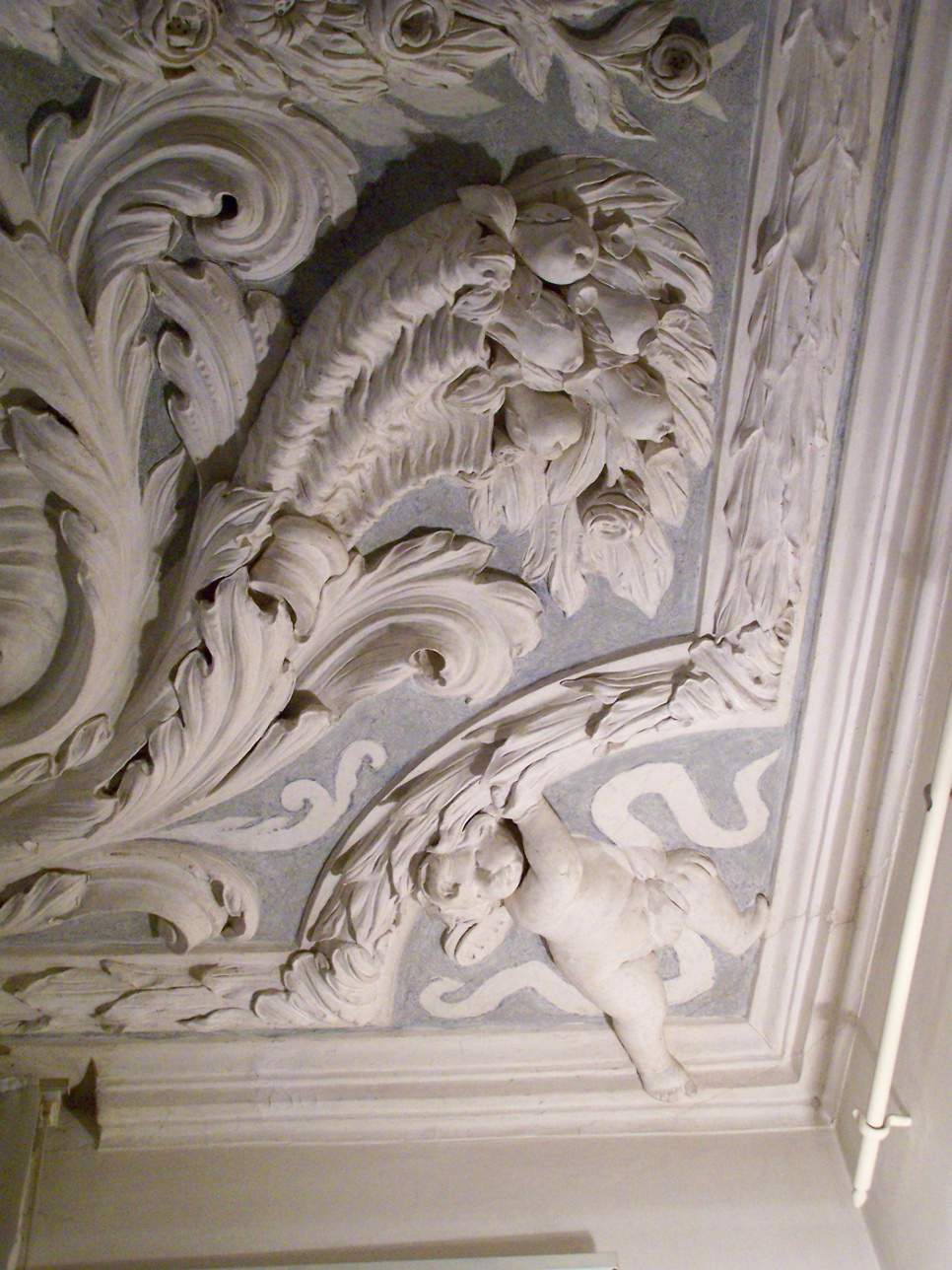
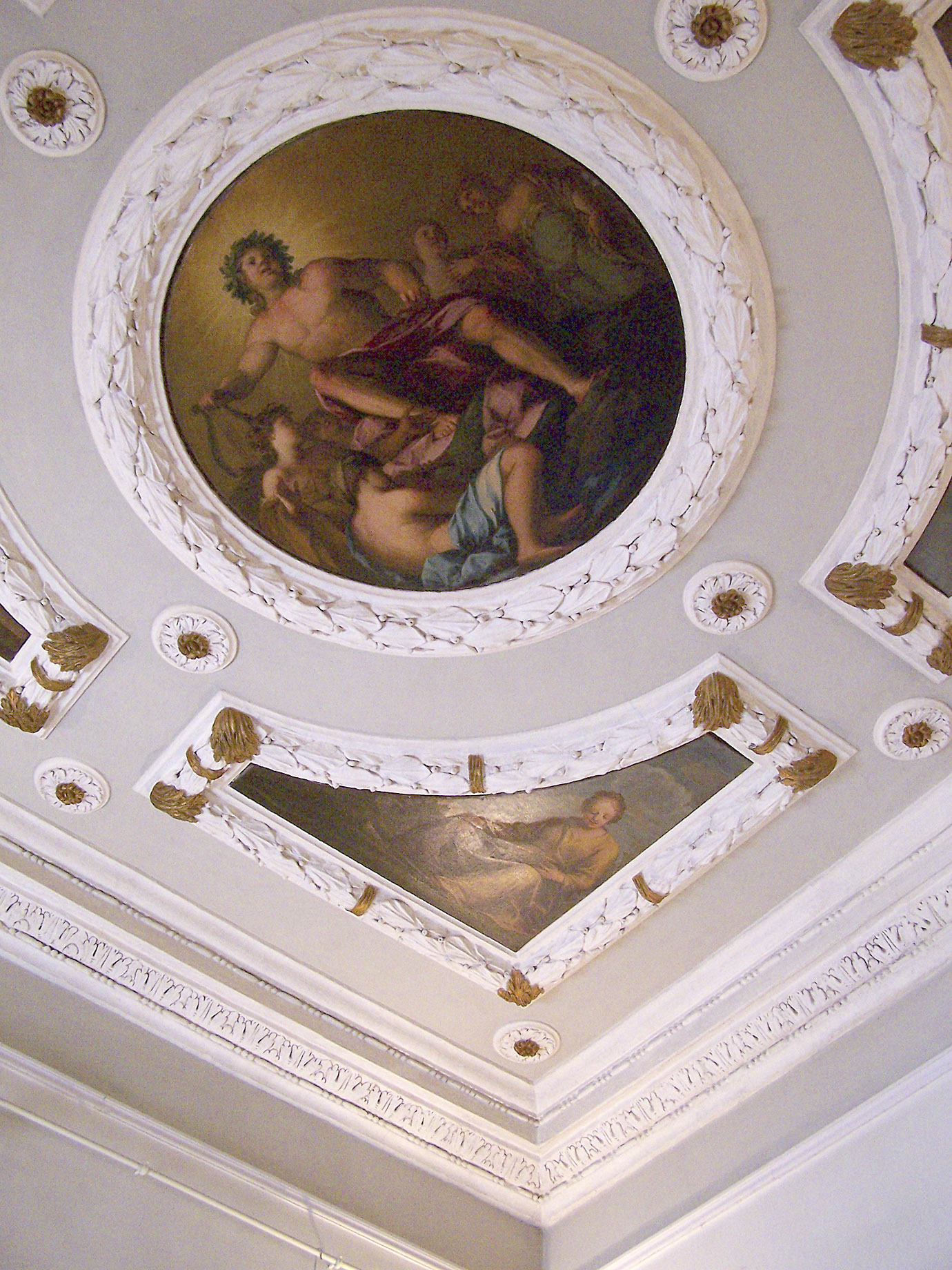
Plafond intérieur avec fresque peintures
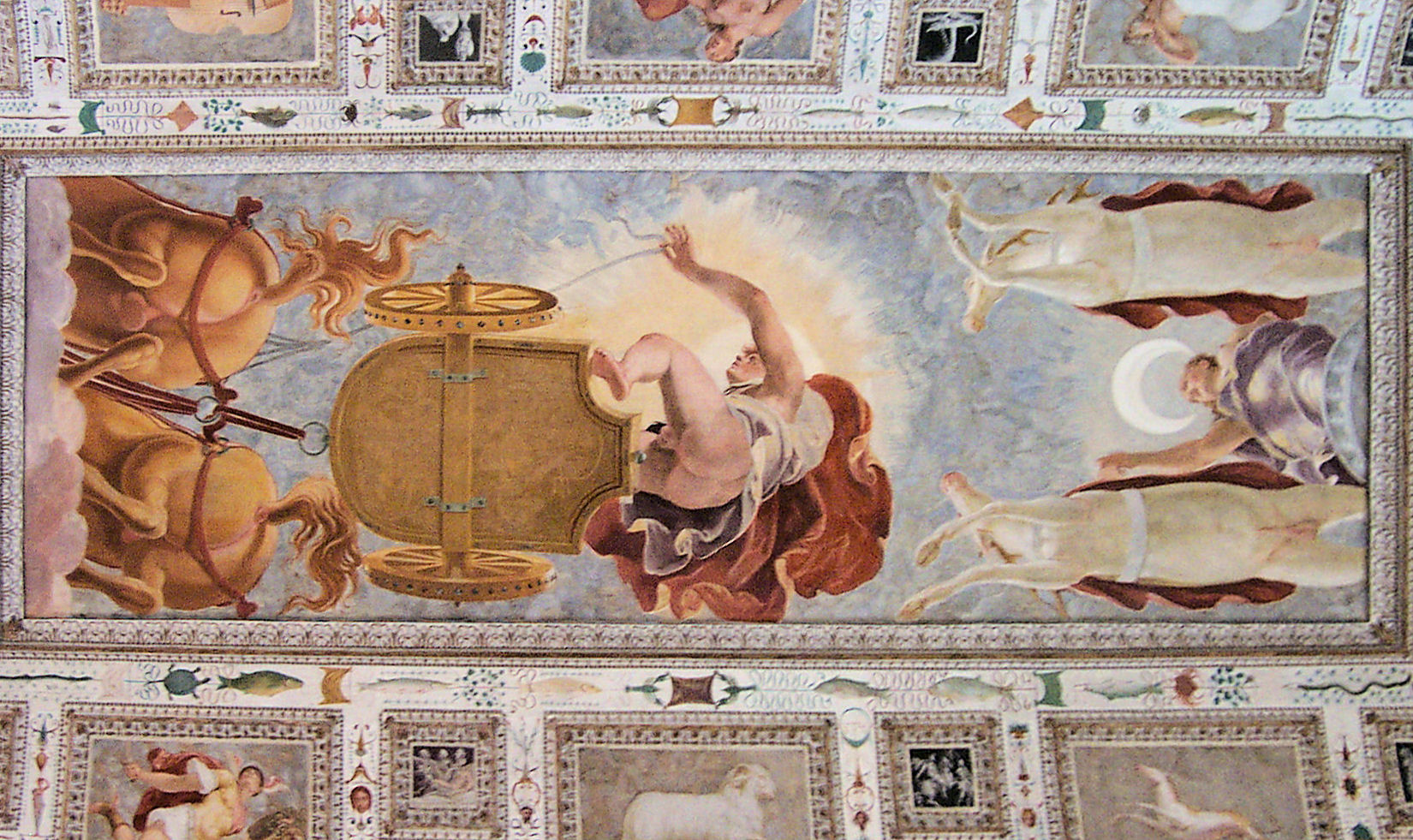
Plafond de configuration dans le vestibule d'entrée
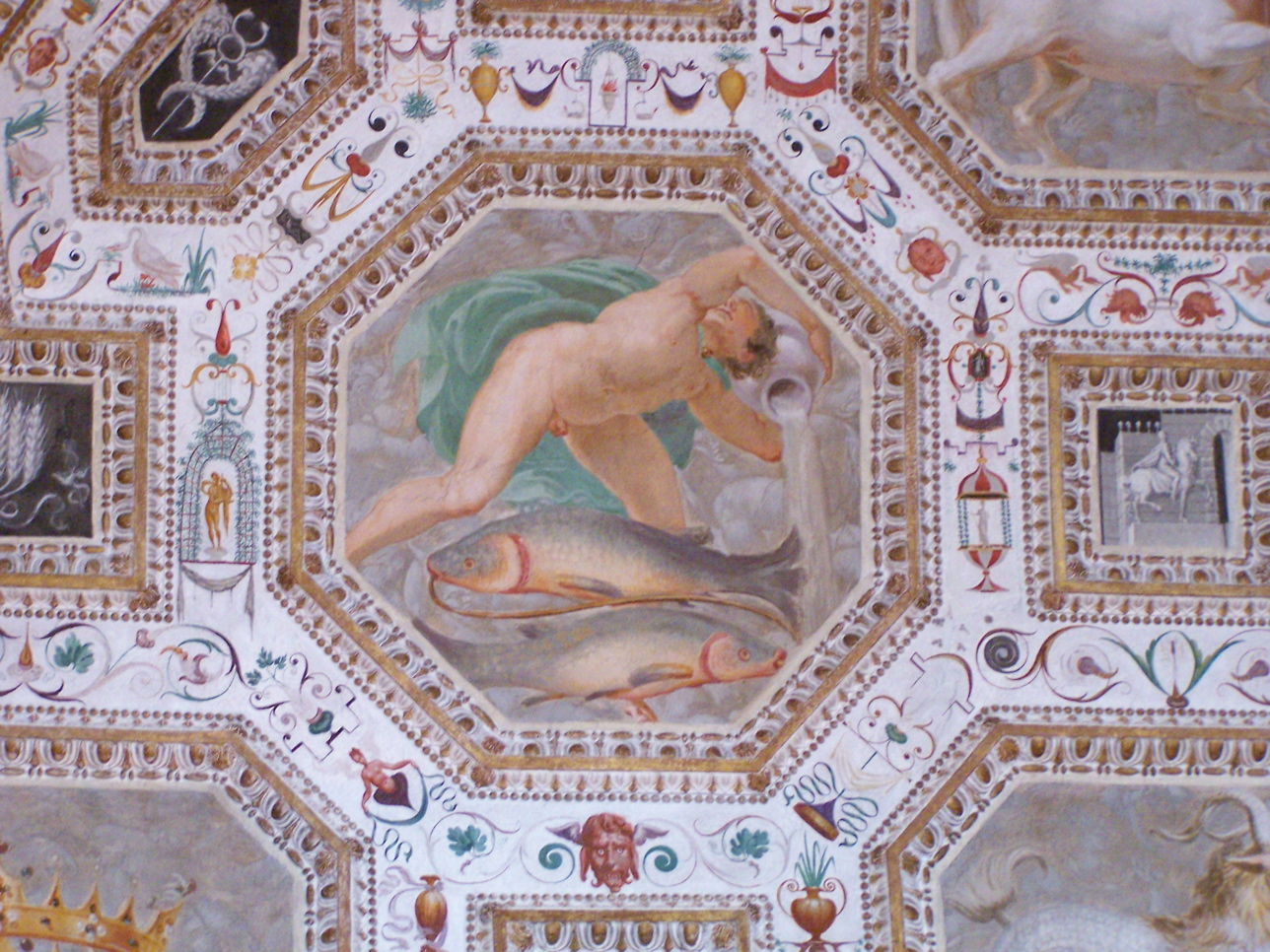

## Collections
La Pinacothèque comprend un ensemble de peintures produites en Vénétie de la fin du Moyen Âge au XVIIIe siècle. Des décors peints sur les murs du Palais, dus en partie aux plus grands artistes véronais du XVIe siècle, complètent ce remarquable ensemble. Le parcours comprend trois ailes distinctes dans le temps (palladienne, XIXe et XXe siècles).

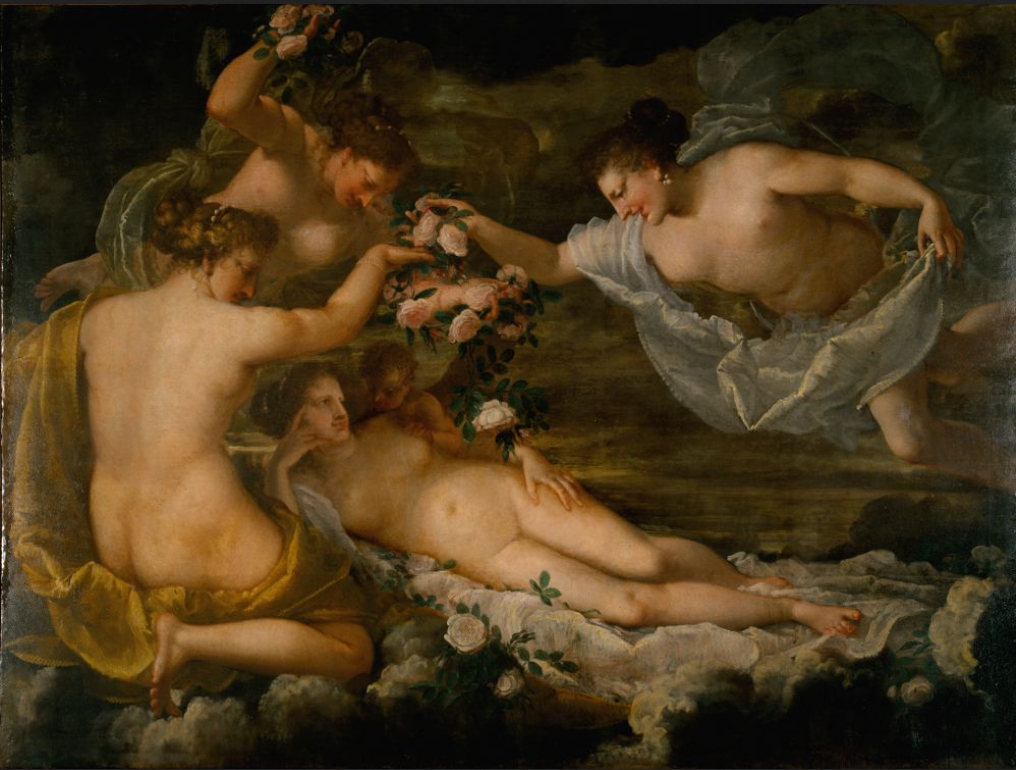
Pietro Liberi : Vénus adorée par les Grâces
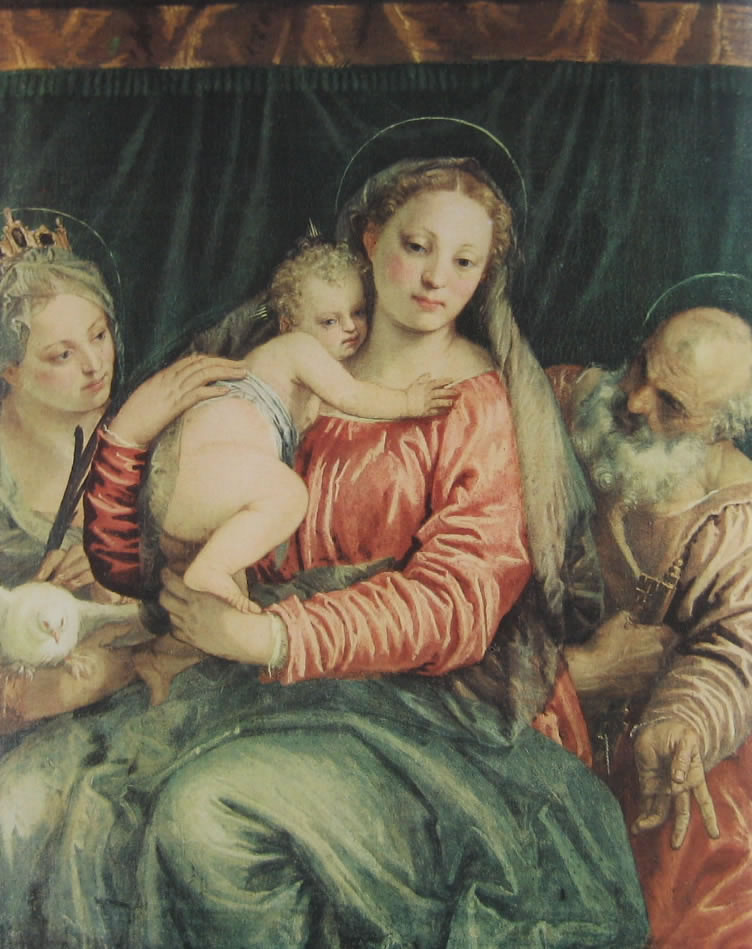
Véronèse : Vierge à l'Enfant avec Sainte et Saint Pierre
Hans Memling : Triptyque de la Crucifixion
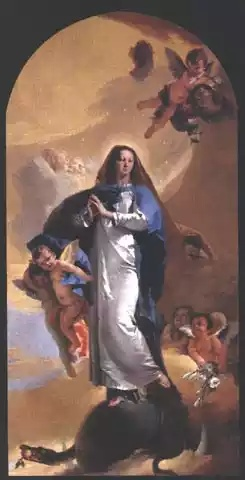
Immaculée conception Giambattista Tiepolo